# Fritz Kliem
Fritz Kliem (* 15. Mai 1887 in Ober-Heiduk, Kreis Beuthen; † 5. Mai 1945 in Füssen im Allgäu) war ein deutscher Mathematikhistoriker. Er unterrichtete an verschiedenen schlesischen Gymnasien und Realschulen.

## Leben
Fritz Kliem, der Sohn des Kaufmannes Wolfgang Kliem, wuchs in einer katholischen Familie in Oberschlesien auf. Er besuchte das Städtische Johannes-Gymnasium in Breslau und studierte nach der Reifeprüfung (18. März 1905) Mathematik und Physik an der Universität Breslau, wo ihn besonders Rudolf Sturm prägte. Das Sommersemester 1906 verbrachte er an der Universität München. Am 11. März 1909 wurde Kliem in Breslau bei Sturm zum Dr. phil. promoviert (Über Örter von Treffgeraden entsprechender Strahlen in eindeutig und linear verwandten Strahlengebilden erster bis vierter Stufe); am 11. Dezember desselben Jahres bestand er das Lehramtsexamen in den Fächern Mathematik und Physik für die erste Stufe.
Vom 22. Januar bis 19. März 1910 vertrat Kliem eine Oberlehrerstelle am Königlichen Gymnasium in Hirschberg. Anschließend absolvierte er am Pädagogischen Seminar in Breslau das Seminarjahr und arbeitete nebenbei als Vertretungslehrer am Gymnasium in Glogau. Das Probejahr absolvierte Kliem am Johannes-Gymnasium in Breslau. In den folgenden Jahren arbeitete er als Vertretungslehrer am Realgymnasium in Grünberg (1. April bis 30. September 1912) und als Hilfslehrer am Matthias-Gymnasium in Breslau. Zum 1. April 1914 wurde er am Königlichen Gymnasium in Kattowitz zum Oberlehrer ernannt. 1920 ging er als Studienrat an eine Realschule in Breslau. Zum 1. April 1931 wechselte er an die Eichendorff-Oberschule ebenda.
Gegen Ende des Zweiten Weltkriegs wurde die Eichendorff-Oberschule nach Süddeutschland evakuiert. Kliem zog mit seiner Familie dorthin. Drei Tage vor dem Waffenstillstand starb er in Füssen. Seine Familie siedelte sich nach einigen Monaten in der Nähe von Oldenburg an.
Neben dem Schulunterricht beschäftigte sich Kliem zeitlebens mit der Geschichte der Mathematik. Seine Forschungsschwerpunkte waren die griechischen Mathematiker Archimedes und Apollonios von Perge, zu denen er populärwissenschaftliche Bücher und wissenschaftliche Aufsätze veröffentlichte; außerdem verfasste er mehrere Artikel für Paulys Realencyclopädie der classischen Altertumswissenschaft (RE).

## Schriften (Auswahl)
- Über Örter von Treffgeraden entsprechender Strahlen in eindeutig und linear verwandten Strahlengebilden erster bis vierter Stufe. Borna/Leipzig 1909 (Dissertation, Breslau)
- Archimedes’ Werke mit modernen Bezeichnungen herausgegeben und mit einer Einleitung versehen von Thomas L. Heath. Berlin 1914 (Übersetzung aus dem Englischen)
- mit Georg Wolff: Archimedes. Verlag Otto Salle, Berlin 1927
- Apollonius. Berlin 1927
- Humanismus und Mathematik. Breslau 1929